# Apiacá
Apiacá är en kommun i Brasilien.   Den ligger i delstaten Espírito Santo, i den sydöstra delen av landet, 900 km sydost om huvudstaden Brasília. Antalet invånare är 7 513.
Omgivningarna runt Apiacá är huvudsakligen savann. Runt Apiacá är det ganska tätbefolkat, med 58 invånare per kvadratkilometer.